# Хэйни-Джардин, Перла
Пе́рла Хэ́йни-Джа́рдин (англ. Perla Haney-Jardine; род. 17 июля 1997 года в Рио-де-Жанейро, Бразилия) — американская и бразильская актриса. Известна ролью дочери Беатрикс «Невесты» Киддо и Билла в фильме Квентина Тарантино «Убить Билла. Фильм 2» и ролью Лизы Бреннан-Джобс в фильме «Стив Джобс».

## Биография
Хэйни-Джардин родилась в Рио-де-Жанейро. Она снималась в рекламе перед переходом в кино. Живёт вместе со своей семьёй в Эшвилле, Северная Каролина. Дочь бразильского режиссёра Чази Хэйни-Джардина и актрисы и продюсера Дженнифер МакДональд. Имеет младшего брата Люкса.

## Карьера
В 2004 году снялась вместе с Умой Турман и Дэвидом Кэррадайном в фильме Квентина Тарантино «Убить Билла. Фильм 2», продолжения первой части. Снялась в фильме «Тёмная вода» с Джоном Рейли, Дженнифер Коннелли и Ариэль Гейд. В фильме «Человек-паук 3: Враг в отражении» сыграла дочь Флинта Марко.
5 января 2015 года стало известно, что Перла Хэйни-Джардин сыграет роль Лизы Бреннан-Джобс в предстоящем биографическом фильме о Стиве Джобсе.

## Фильмография
| Год  |   | Русское название                 | Оригинальное название         | Роль                                |
| ---- | - | -------------------------------- | ----------------------------- | ----------------------------------- |
| 2004 | ф | Убить Билла. Фильм 2             | Kill Bill Vol 2               | Би Би Киддо                         |
| 2005 | ф | Тёмная вода                      | Dark Water                    | Наташа / молодая Далия              |
| 2007 | ф | Человек-паук 3: Враг в отражении | Spider-Man 3                  | Пенни Марко                         |
| 2008 | ф | Где угодно в Америке             | Anywhere, U.S.A.              | Перл                                |
| 2008 | ф | Не оставляющий следа             | Untraceable                   | Энни Хаскинс                        |
| 2008 | ф | Генуя                            | Genova                        | Мэри                                |
| 2009 | ф | Save the Future (англ.)          | Save the Future               | Лэдюри /короткометражный            |
| 2011 | ф | Глобальное потепление            | Future Weather                | Лэдюри                              |
| 2015 | ф | Стив Джобс                       | Steve Jobs                    | Лиза Бреннан-Джобс                  |
| 2019 | ф | Однажды в… Голливуде             | Once Upon a Time in Hollywood | хиппи, продающая кислотные сигареты |

## Награды и номинации
- Номинация на премию «Сатурн» за лучшее исполнение («Убить Билла. Фильм 2», 2005 год).